# سام ديدي
سامويل ديديتوكو (بالإنجليزية: Samuel Dedetoku) (مواليد 17 نوفمبر 1965)، هُو ممثل ومخرج أفلام وسياسي ومحاضر نيجيري.

## وصلات خارجية
- الموقع الرسمي نسخة محفوظة 14 أكتوبر 2016 على موقع واي باك مشين.
- سام ديدي في قاعدة بيانات الأفلام على الإنترنت